# Fiumalbo
Fiumalbo (Fiumèlb in dialetto frignanese) è un comune italiano di 1 185 abitanti della provincia di Modena in Emilia-Romagna, situato a sud del capoluogo, ed è inserito tra i Borghi più belli d'Italia. Fa parte dell'Unione dei Comuni del Frignano, che ha il proprio capoluogo a Pavullo nel Frignano.

## Geografia fisica

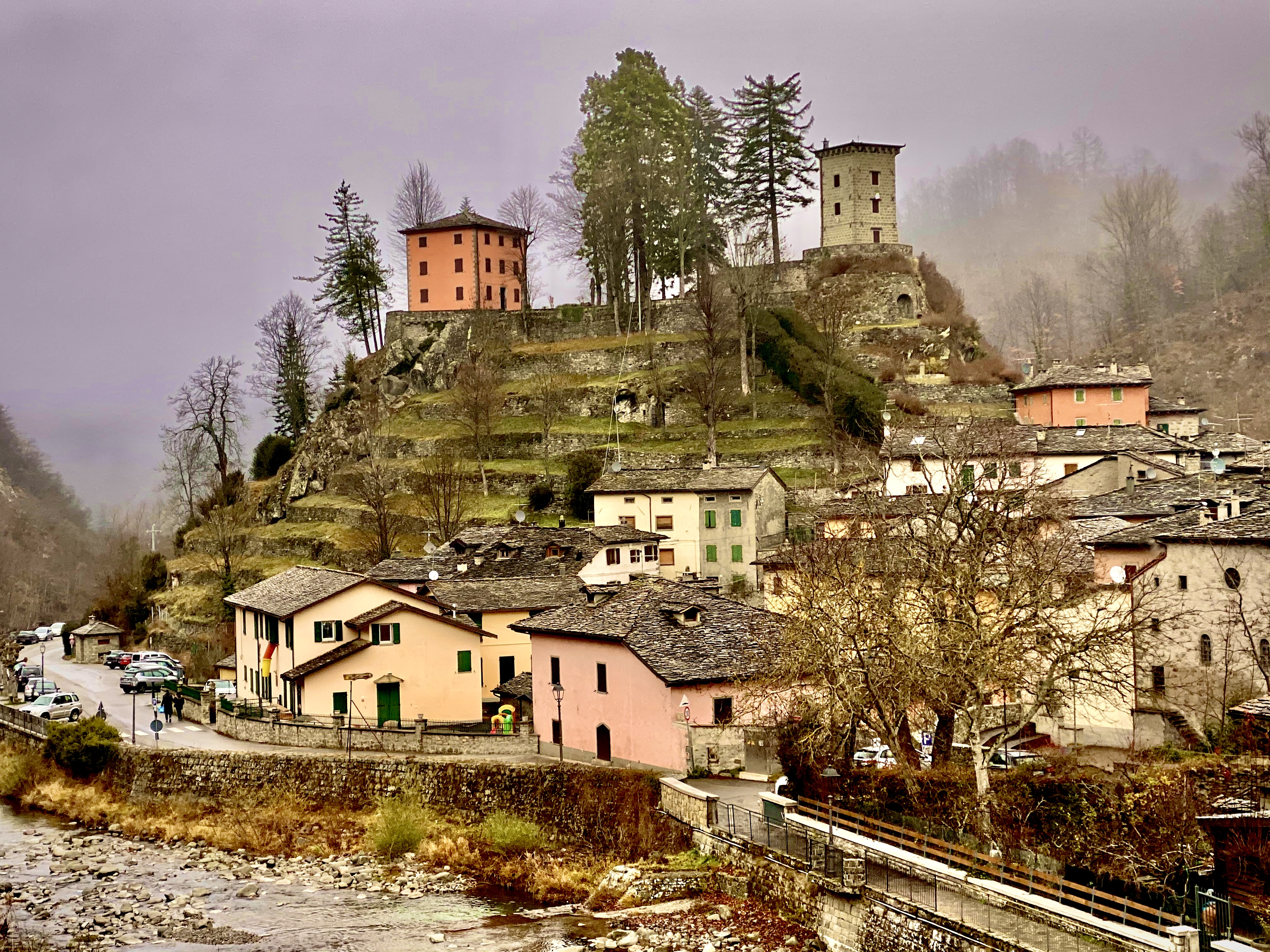
Fiumalbo
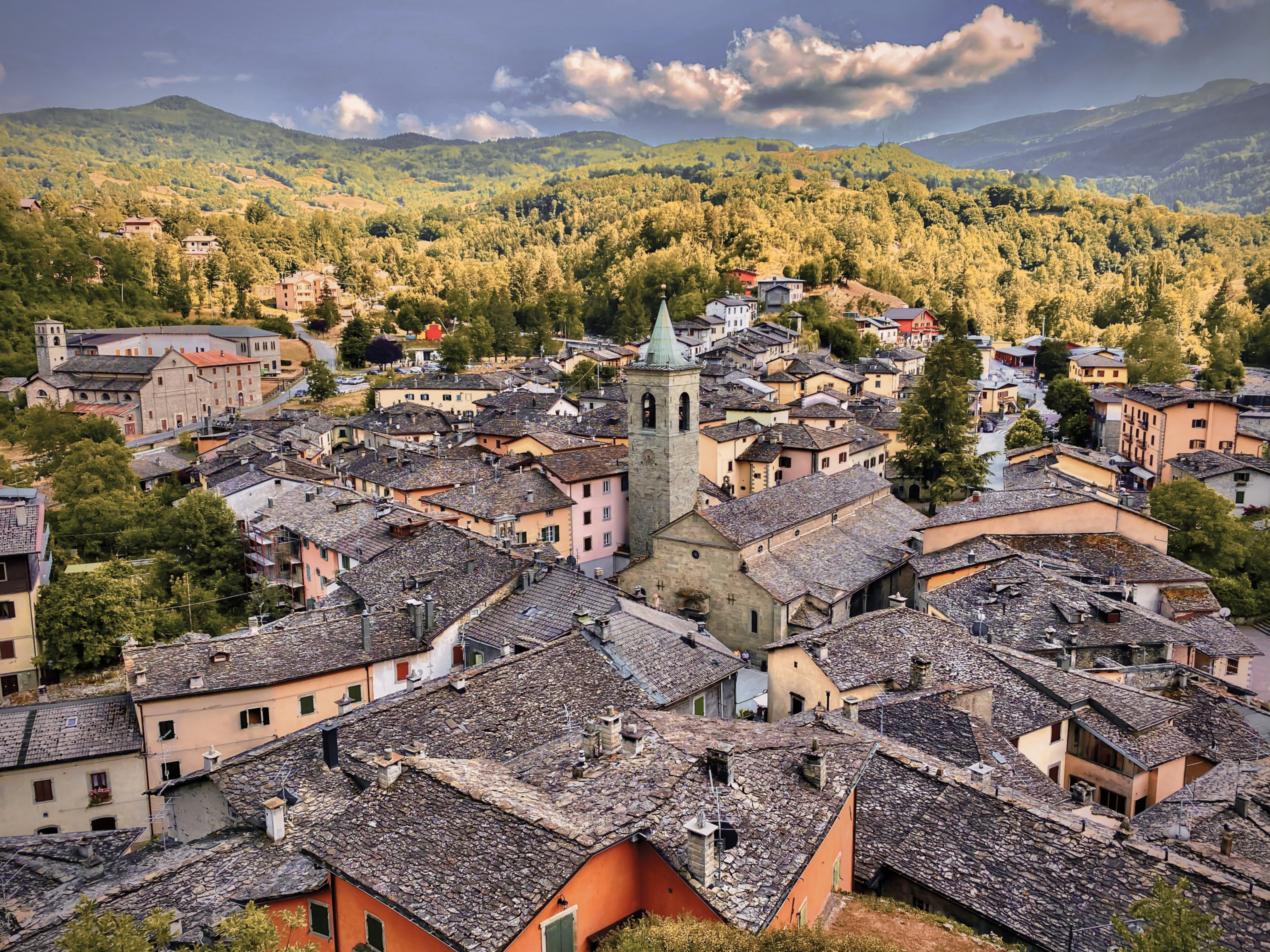
Skyline di Fiumalbo visto dalla rocca, al centro il campanile della parrocchiale.
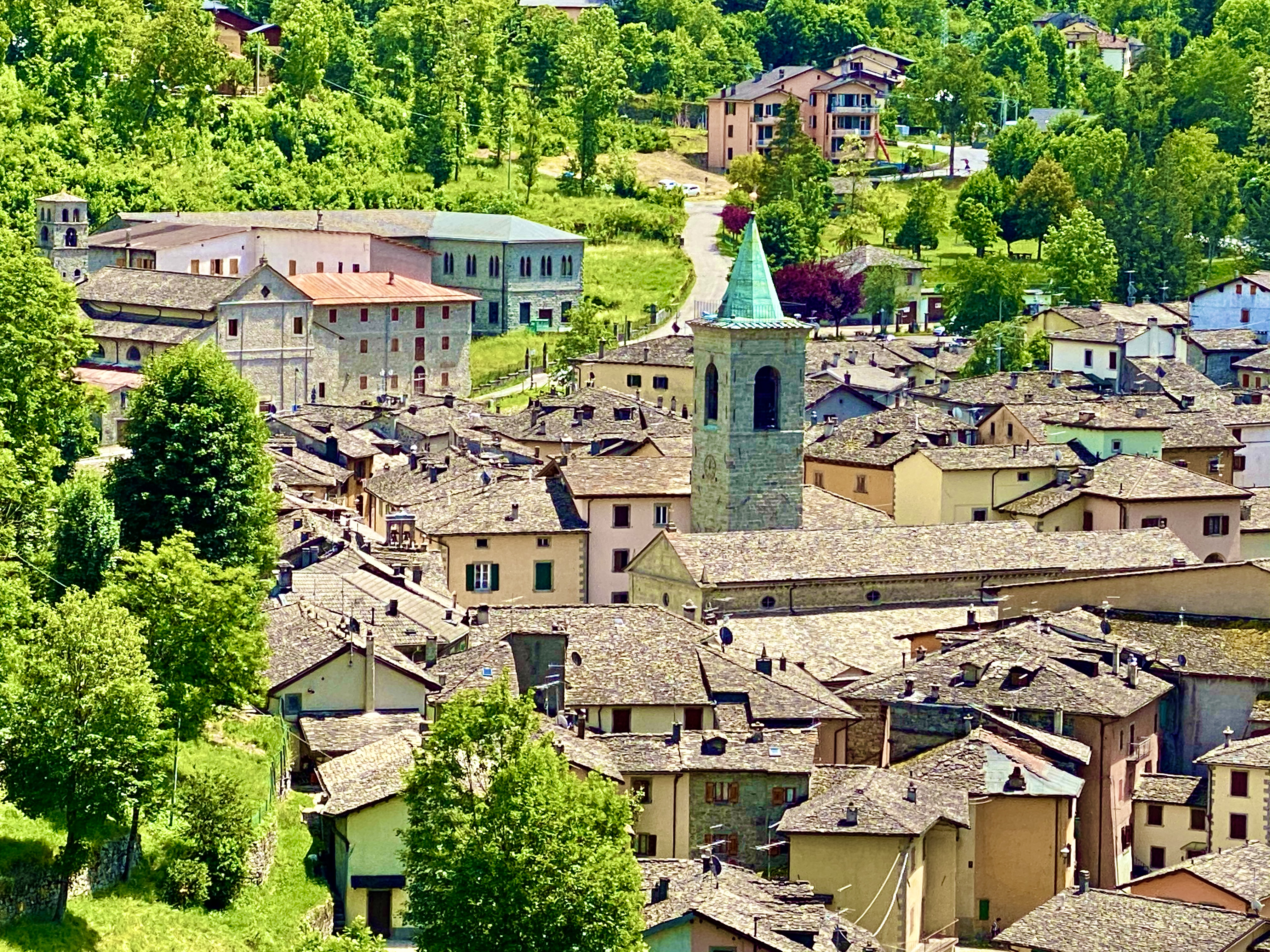
Fiumalbo visto dal Costolo.
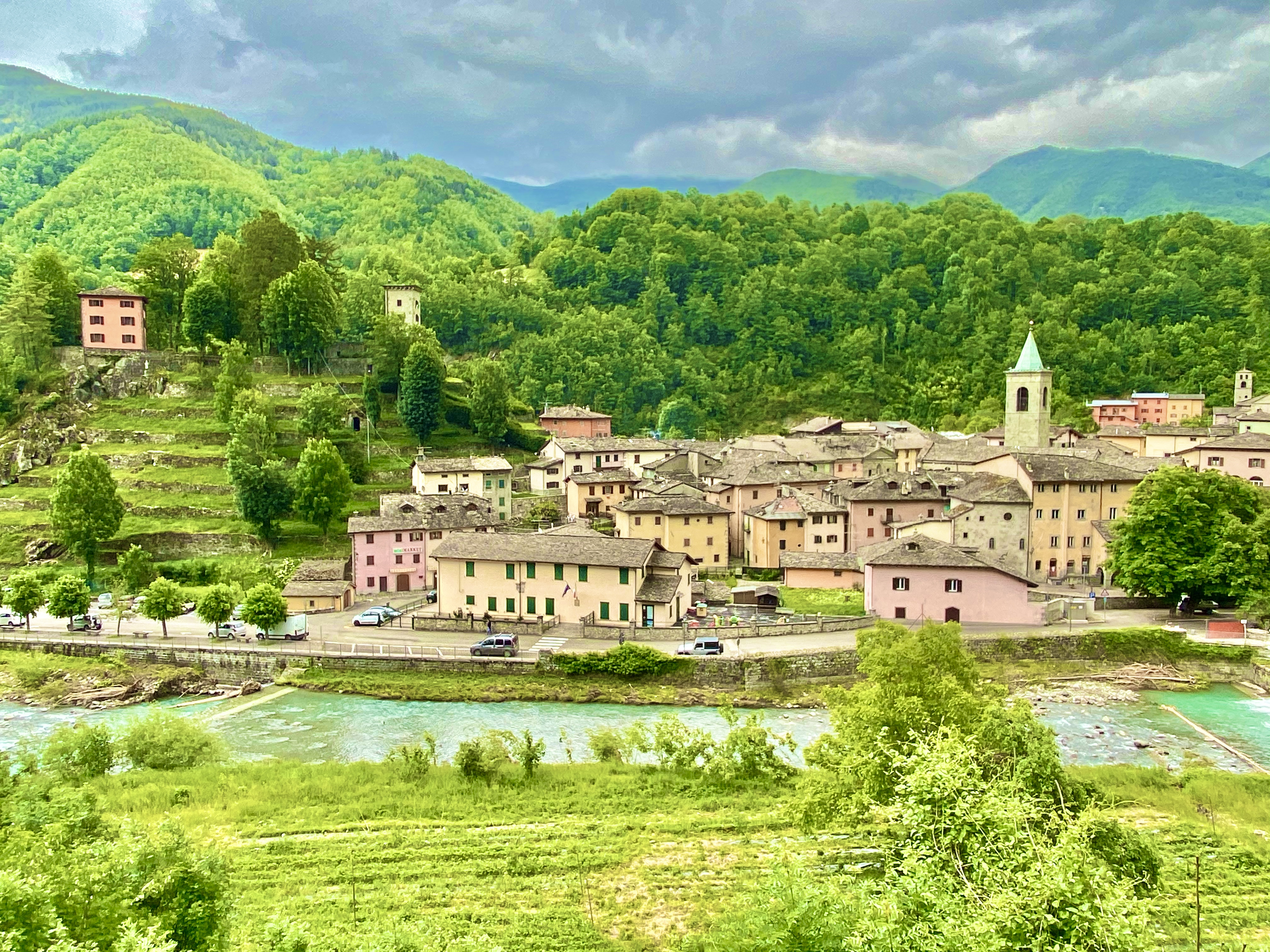
Fiumalbo dalla Comunicazione.

Fiumalbo si trova nell'alto Appennino modenese, al confine con la Toscana, a 80 km a sud di Modena. Il borgo, situato in un'ampia conca, sorge alla confluenza del Rio Le Pozze (Rio San Francesco) e del Rio dell'Acquicciola, che ne delimitano il vecchio centro storico.
La conca di Fiumalbo è racchiusa ad est dal monte Cimone, a sud est dal monte Libro Aperto ed il monte Lagoni, a sud dal passo dell'Abetone, ad ovest dal monte Modino e la "Fiancata" delle Rotàri e a nord dalla gola del fiume Scoltenna.
Del territorio fanno parte diversi centri abitati, tra cui si citano Dogana Nuova, Faidello, Rotàri, San Michele, oltre ai numerosi borghi sulle pendici del Cimone e del Modino.
L'altezza sul livello del mare varia dagli 800 metri circa della parte bassa dello Scoltenna, fino ai 2 165 della vetta del Monte Cimone. Ampie le superfici boscate, soprattutto con faggi e abeti diffusi su tutto il territorio sino al limite della vegetazione (1 700 metri); castagni, noccioli, aceri di monte e ricci, cerri, ontani, frassini sono anch'essi presenti in forma autoctona o semi-autoctona. L'agricoltura montana, una volta diffusa, è ora assai rara, con qualche appezzamento di foraggio e sporadicamente grano. Anche l'allevamento di bovini è ormai molto ridotto, così come il pascolo degli ovini, una volta caratterizzato dalla periodica transumanza con le pianure romagnole e venete.

## Etimologia
Il nome Fiumalbo deriva da Flumen album ("fiume bianco") o, meno probabilmente, da Flumen in alpe ("fiume di montagna", da un *alpis ricostruito sul plurale Alpes del latino classico).

## Storia

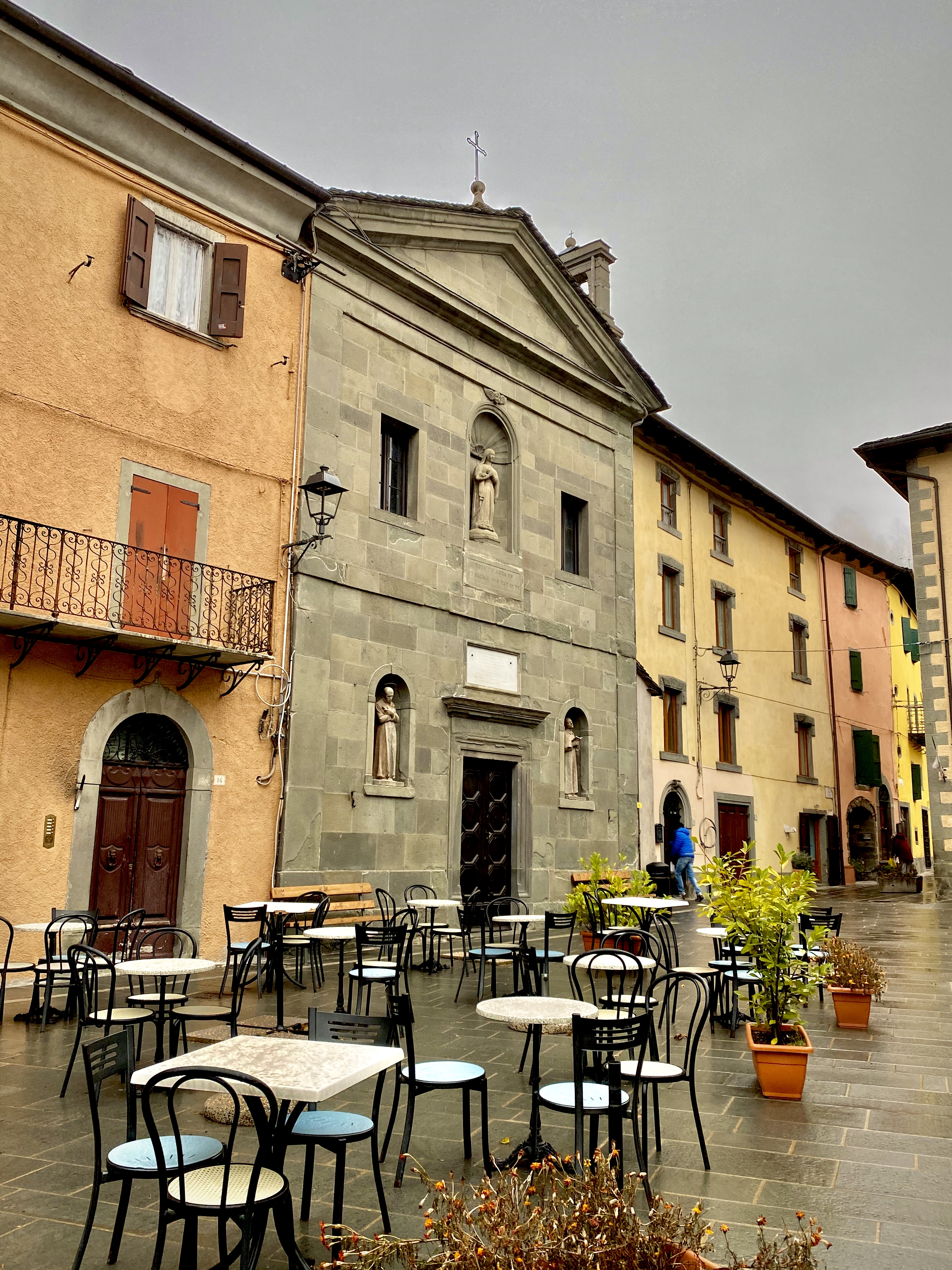
Chiesa dell'Immacolata Concezione, Fiumalbo.

Fiumalbo è un centro di montagna molto antico con quasi 1 000 anni di storia scritta, ma le sue origini sono molto più antiche e si perdono indietro nei secoli.
Paese di confine, ha vissuto le vicende che hanno cambiato la storia con distacco e lontananza, considerando quelle vicende non collegate alla storia del paese.
Alcune fonti riportano che i primi abitanti della Valle di Fiumalbo fossero i liguri-friniati, che nel II secolo a.C. si rifugiarono sull'appennino modenese provenienti dalla pianura padana; una traccia interessante di questo antico passato è la presenza in paese di numerose "margolfe", teste scolpite e inserite nelle vecchie murature, probabili reminiscenze delle antiche popolazioni celtiche guerriere, che usavano esporre sulle abitazioni le teste recise dei nemici. Il paese di Fiumalbo è nominato in un atto del 1038, che sanciva la cessione della "Rocca che si chiama Fiumalbo" dal marchese Bonifacio di Canossa al vescovo di Modena Viberto (Bonifacio era il padre di Matilde di Canossa).
Nel 1197 molti fiumalbini giurarono fedeltà al Comune di Modena, mettendo a disposizione per le eventuali necessità militari il territorio e gli uomini. Il giuramento è stato riconfermato dai rappresentanti della Comunità Fiumalbina nel 1205 e nel 1276.
Molto importante per lo sviluppo del paese è stata la nobile famiglia Bondi-Santi che da sempre qui ha avuto vasti possedimenti. Alcuni suoi esponenti, come Pietro e suo padre Giandomenico (1769-1834), nel XIX secolo furono anche sindaci. Quest'ultimo fu uno degli uomini più benemeriti di Fiumalbo, come amministratore del comune in tempi assai difficili e come benefattore illuminato. Salvò il paese dalle rappresaglie napoleoniche, ospitò nel suo palazzo il Duca di Modena più volte, diede beneficenze al seminario (nella qual chiesa riposa). Il Nobil Uomo Capitano Pietro Bondi Santi il 6 maggio 1815 a Pistoia nella Chiesa parrocchiale di San Bartolomeo Apostolo sposò la Contessa Carlotta Manni figlia del Conte Tommaso di Pistoia e della Contessa Maria Antonia Ginevra Buonarroti fiorentina discendente dal famoso Michelangelo. Compare di Nozze fu l'Illustrissimo Principe Rospigliosi parente della sposa.
Nel 1936 una parte del territorio del comune di Fiumalbo e una di quello di Cutigliano sono passate a costituire il comune di Abetone.
Fiumalbo fu ad inizio secolo una terra di emigranti. Nell'incidente minerario di Dawson del 1913 avvenuto in Nuovo Messico, tra i 146 minatori emigrati dall'Italia che perirono ben 17 provenivano da Fiumalbo.
Altri ancora provenivano dalle zone circostanti come Riolunato e Pievepelago.

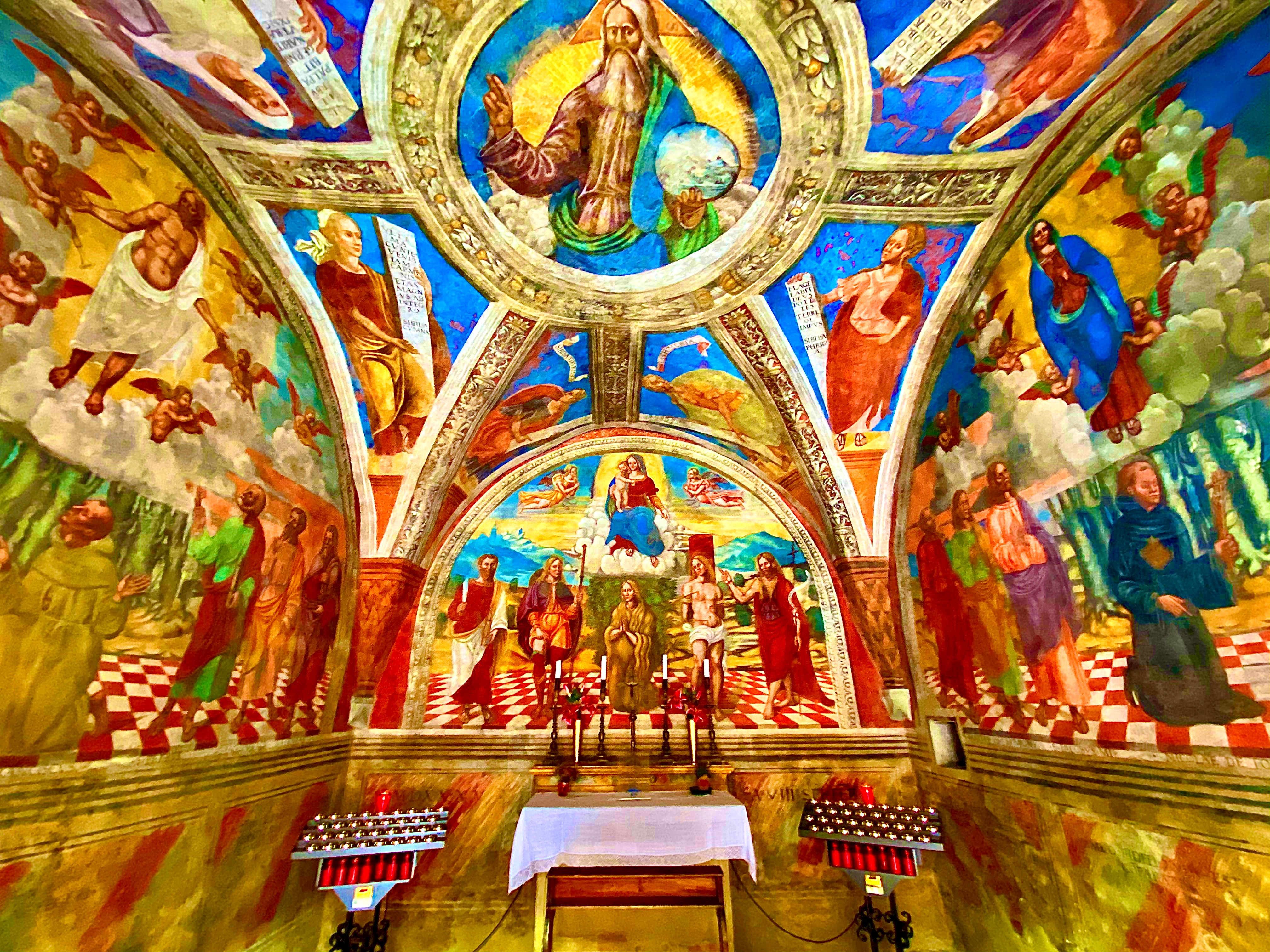
Affreschi di Saccaccino da Carpi nell'Oratorio di San Rocco a Fiumalbo.

## Monumenti e luoghi d'interesse

### Architetture militari
- Rocca di Fiumalbo, già menzionata nel 1038, ne rimane una torre.

### Architetture religiose
- Chiesa di San Bartolomeo Apostolo, costruita nel 1220, fu rinnovata nel 1826.
- Chiesa dell'Immacolata Concezione
- Chiesa dei Santi Donnino e Francesco
- Chiesa di Santa Caterina
- Oratorio del Costolo
- Oratorio di Santa Caterina
- Oratorio di San Rocco, del XV secolo, conserva al suo interno degli affreschi di Saccaccino Saccaccini[13].

### Architetture civili
- Ponte del Diavolo

## Società

### Evoluzione demografica
Abitanti censiti

### Etnie e minoranze straniere
Secondo i dati ISTAT al 31 dicembre 2010 la popolazione straniera residente era di 78 persone. Le nazionalità maggiormente rappresentate in base alla loro percentuale sul totale della popolazione residente erano:
- Moldavia 28 (2,13%)

### Lingue e dialetti
Il nome del paese è Fiumalbo in fiumalbino e Fiumêlb in dialetto modenese. Una particolarità di Fiumalbo sta infatti nel suo dialetto, che si differenzia notevolmente dagli altri dialetti parlati nella zona, sia sul versante emiliano che su quello toscano, costituendo uno dei più interessanti punti di transizione fra il tipo linguistico gallo-italico (emiliano), al quale appartiene, e quello toscano (avente un suo ceppo, distinto dai dialetti del resto del centro Italia, definiti mediani), con un risultato simile ad altri dialetti settentrionali conservativi, come quelli veneti. In realtà altri studi suggeriscono che il dialetto Fiumalbino sia semplicemente un dialetto emiliano estremamente conservativo. Probabilmente una variante del modenese arcaico con influssi toscani molto limitati

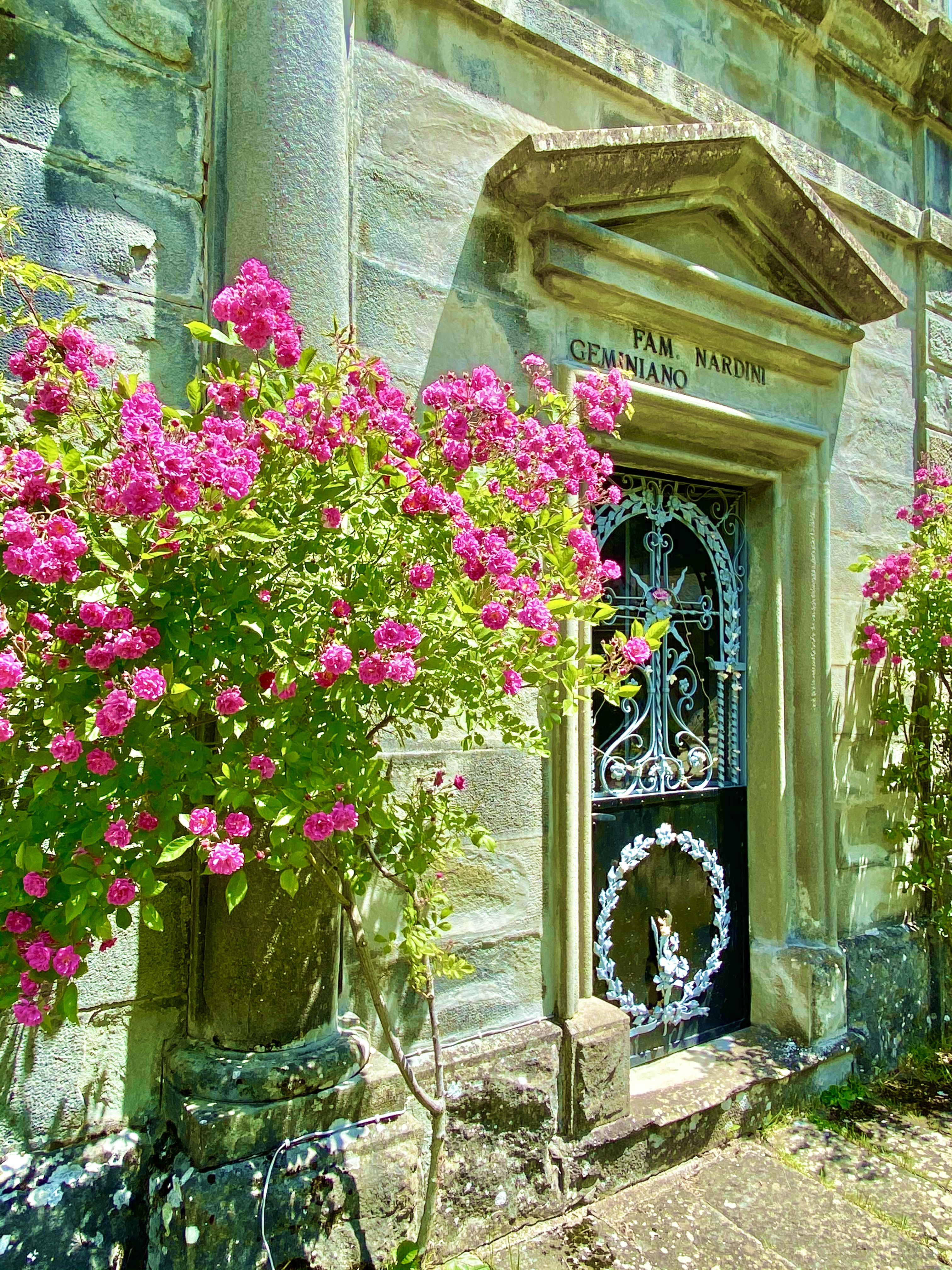
Cappella Famiglia Geminiano Nardini, cimitero di Fiumalbo.

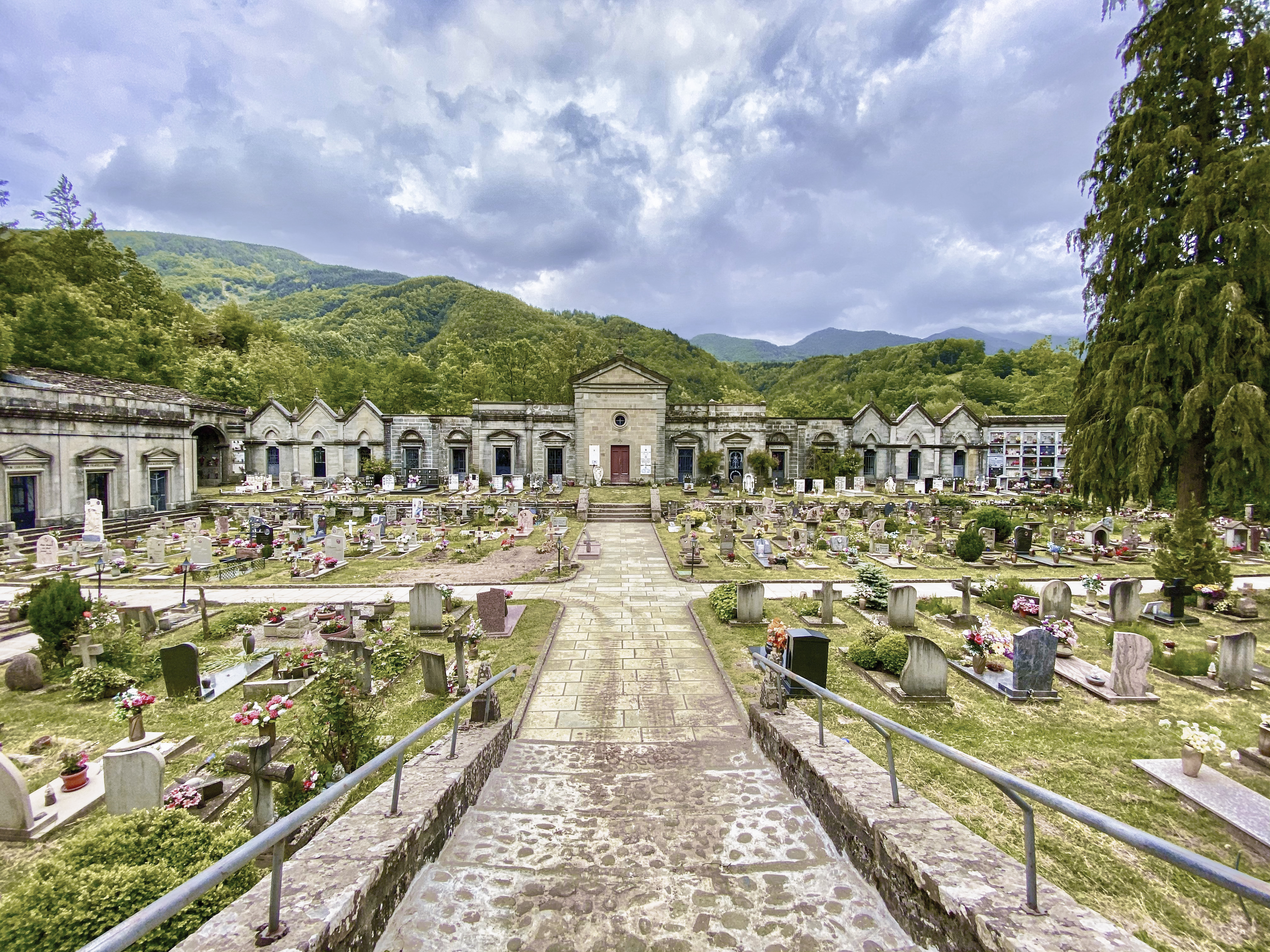
Cimitero di Fiumalbo.

## Cultura

### Eventi

#### Presepe vivente
A Fiumalbo nel 1958 venne organizzato il primo presepe vivente. Successivamente, dopo una pausa durata quasi trent'anni, dal 1984, si decise di riproporre la manifestazione del presepe vivente ogni due anni. Lungo le strade, i vicoli e sotto le volte del borgo medievale illuminato solo da fiaccole, vengono allestite rievocazioni degli antichi mestieri, come pastori, scalpellini, mugnai, cestai, filatrici, ricamatrici, panettieri, fabbri, ceramisti, norcini e molti altri con centinaia di comparse e animali che fanno da contorno alla scena della natività, dove Gesù è un bebè nato nell'anno corrente.
Il presepe viene rappresentato nella notte della vigilia di Natale degli anni pari e in uno dei primi giorni del gennaio successivo.

#### Festa del patrono San Bartolomeo
Un'altra occasione per vedere il paese trasformato dalle luci è in occasione della commemorazione del patrono, San Bartolomeo Apostolo: la sera del 23 agosto tutto il borgo, torrente compreso, è disseminato di lumini, e in quest'atmosfera viene eseguita una processione nelle strade con la presenza delle due confraternite paesane dette dei "bianchi"e dei "rossi".

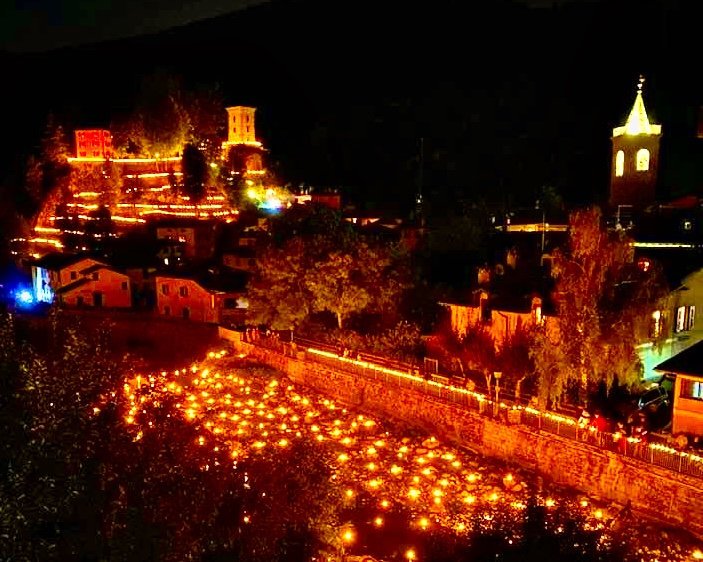
Luminara di San Bartolomeo, Fiumalbo, 23 agosto 2020.
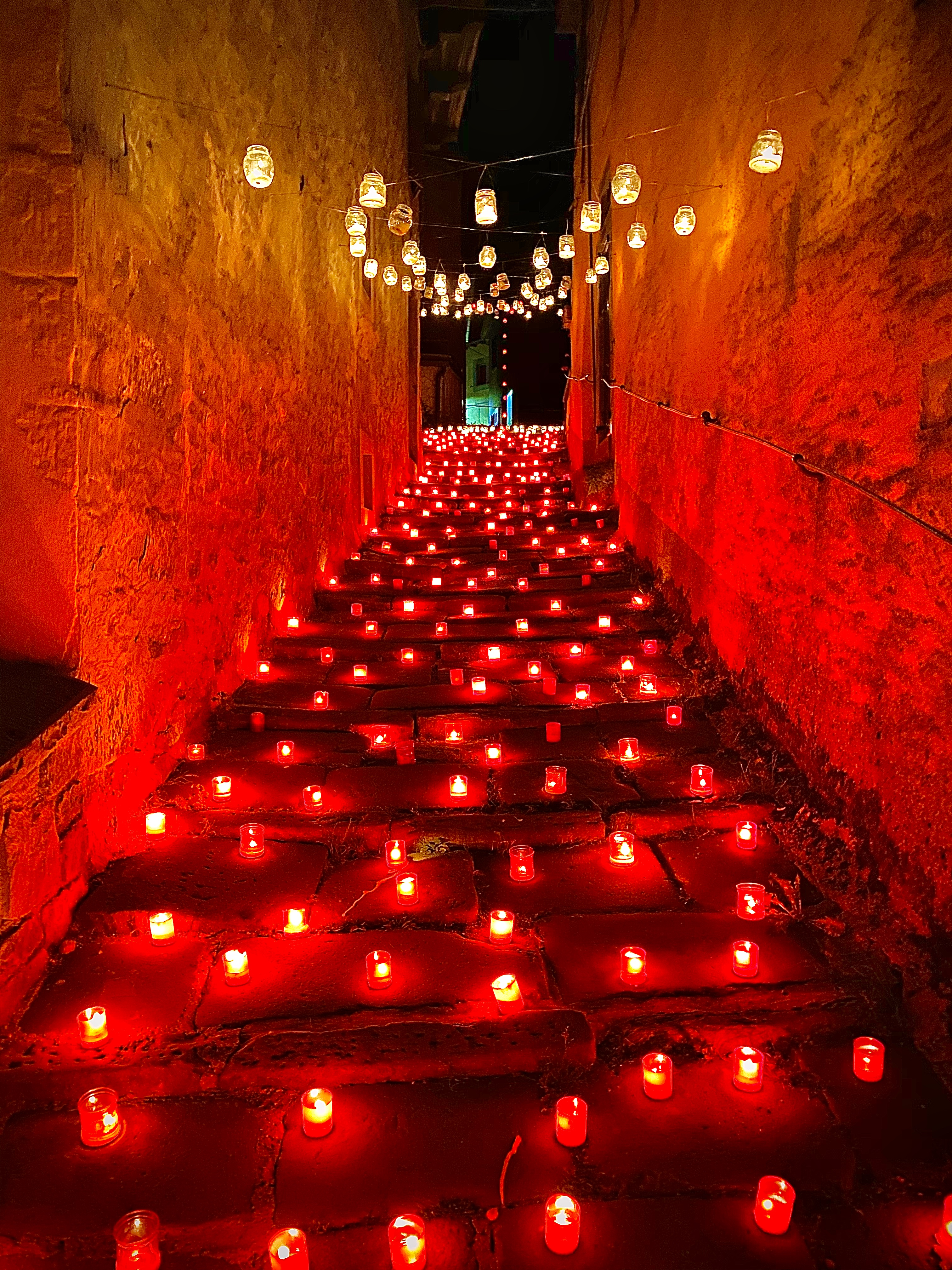
Luminara di San Bartolomeo, Fiumalbo.
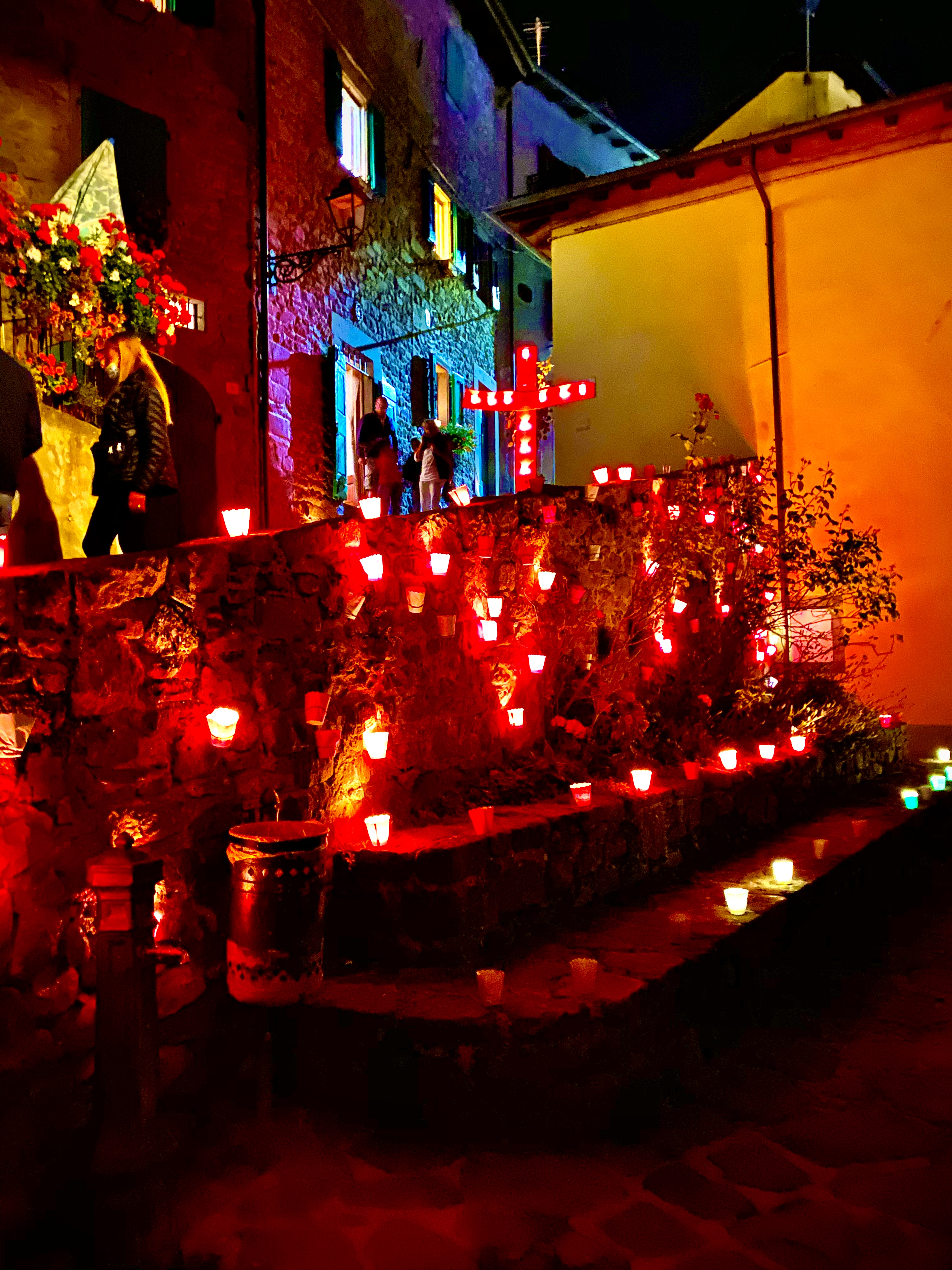
Luminara di San Bartolomeo a Fiumalbo.
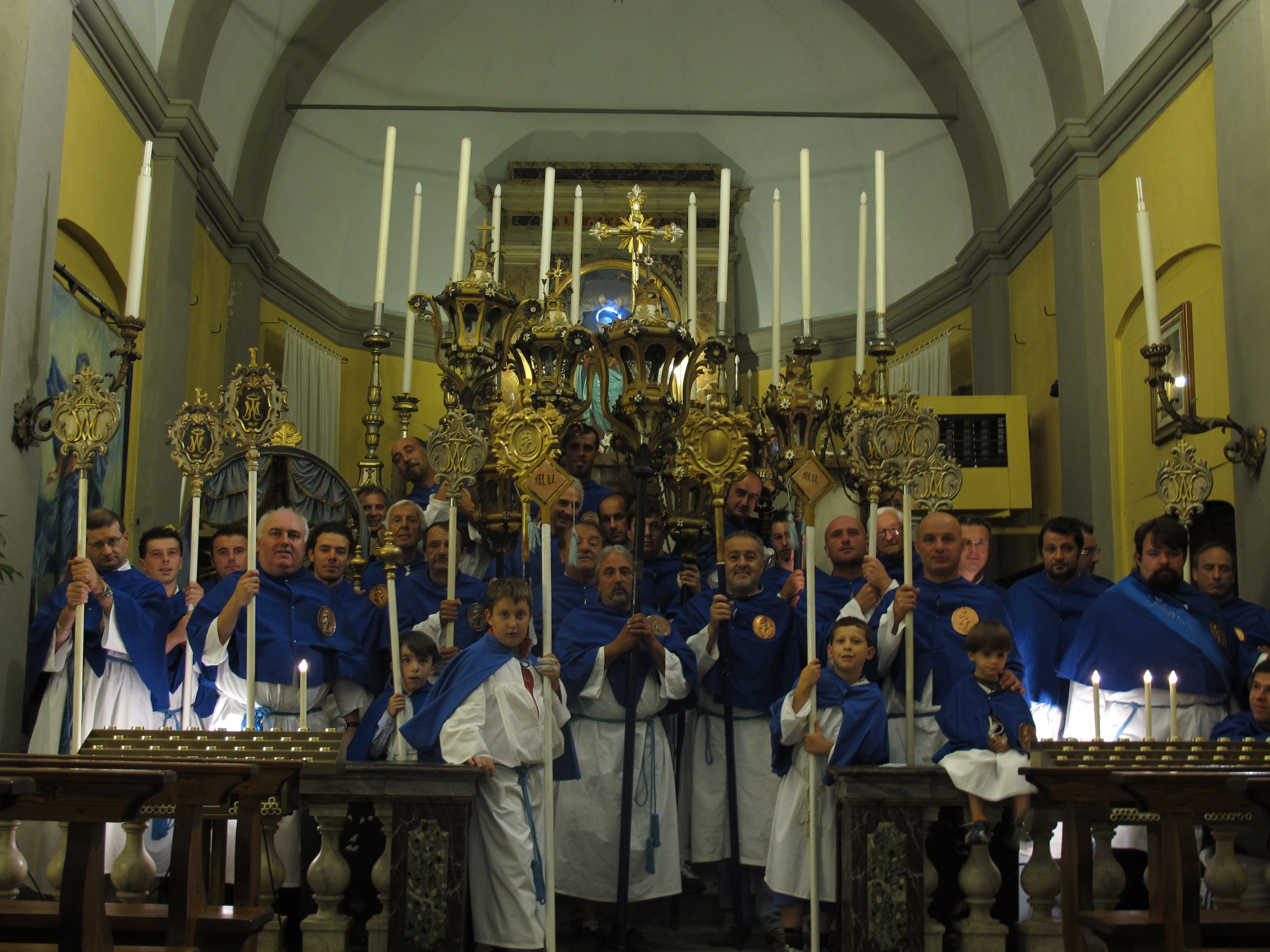
Confratelli bianchi.

#### Fiaccolata di Carnevale
Anche a carnevale vi è una tradizione, meno nota, nella quale alcuni volontari, sorreggendo grandi e pesanti fiaccole, percorrono di corsa il centro del paese dal Seminario a Ca' Monia, alla confluenza dei due corsi d'acqua, dove viene infine acceso un grande falò. L'evento si tiene il martedì grasso.

#### Parole sui muri (1967)
Nel 1967, la mostra d'arte d'avanguardia Parole sui muri, vede la sua prima straordinaria edizione con la partecipazione di molti artisti provenienti da tutto il mondo. Il sindaco Mario Molinari l'ha organizzata con la collaborazione di alcuni artisti modenesi, nazionali ed internazionali e Fiumalbo vive una stagione irripetibile. Centinaia di artisti riempiono il paese di sculture e pitture strane, il paese intero diventa uno spazio da interpretare liberamente e utilizzare per esprimere la propria arte.
L'evento ebbe un notevole riconoscimento artistico e l'approccio umano dato dai fiumalbini che (ingenuamente e/o volutamente) collaborarono, determinarono la piena riuscita della mostra. Perfino il Times dedicò uno spazio al fatto, seppur non mancarono alcune polemiche.
La mostra fu ripetuta l'anno seguente in tono minore. Parole sui muri è rimasta negli annali delle esposizioni artistiche d'avanguardia come una delle più riuscite. Molti artisti oggi affermati, ricordano e si vantano di avere partecipato alla mostra fiumalbina.
Le due edizioni della rassegna (1967 e 1968) sono oggi ampiamente documentate nel libro Parole sui muri. L'estate delle avanguardie a Fiumalbo, di Eugenio Gazzola (edizioni Diabasis).

## Geografia antropica

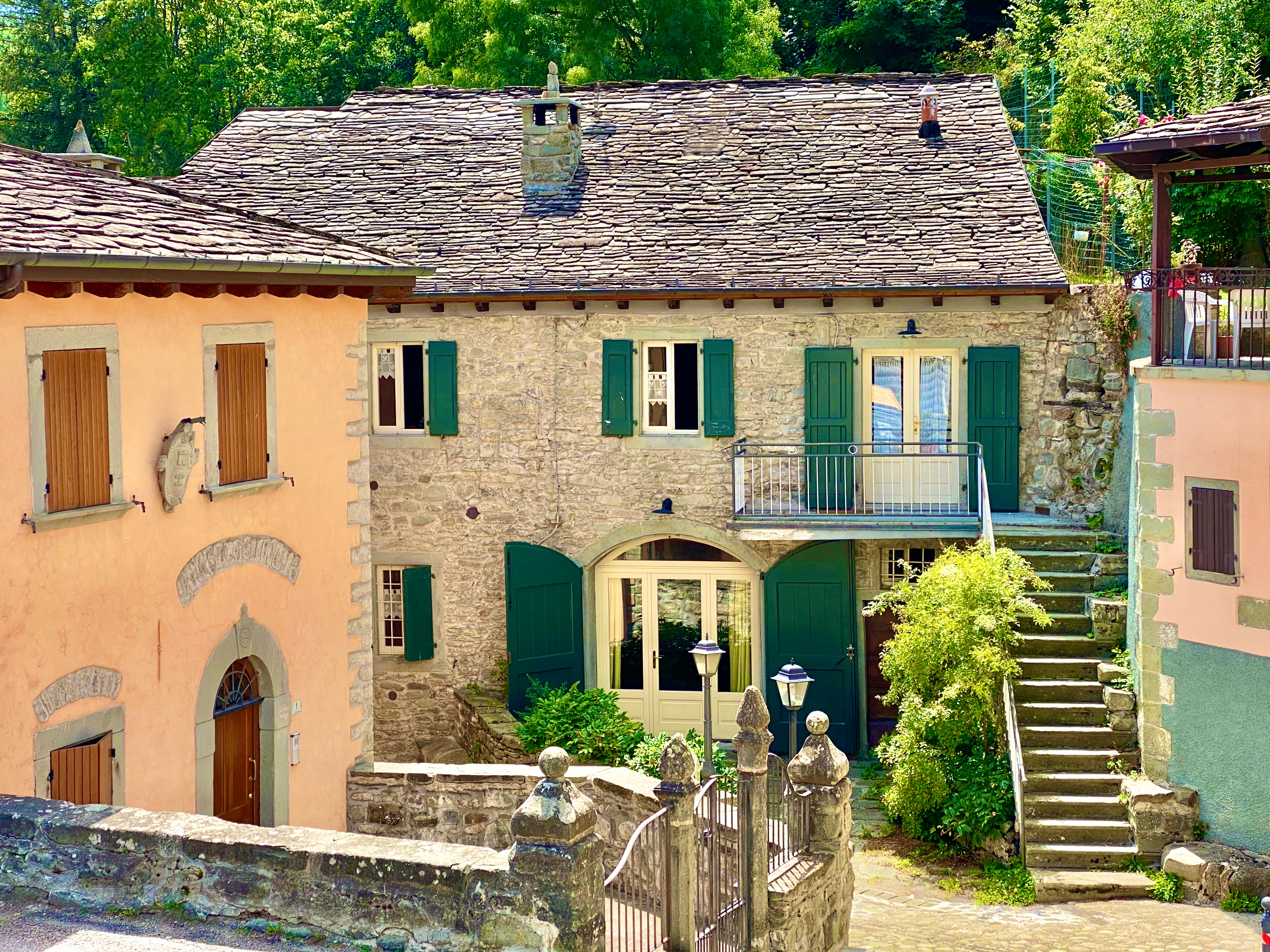
"Ca' de Jimmy", Fiumalbo.

Il territorio comunale è costituito dal capoluogo Fiumalbo e le frazioni di Dogana Nuova, Faidello, Montalecchio, Rotari, San Michele, Selve e Versurone.
Altre località notevoli sono quelle di Bar Alpino, Bivio di Fiumalbo (o Costolo), Ca' di Gallo, Capannella, Caprili, Doccia del Cimone, Fenecchio, Frescarolo, Lagadello, Lago, La Valle, Roncopiano, Ronchi.

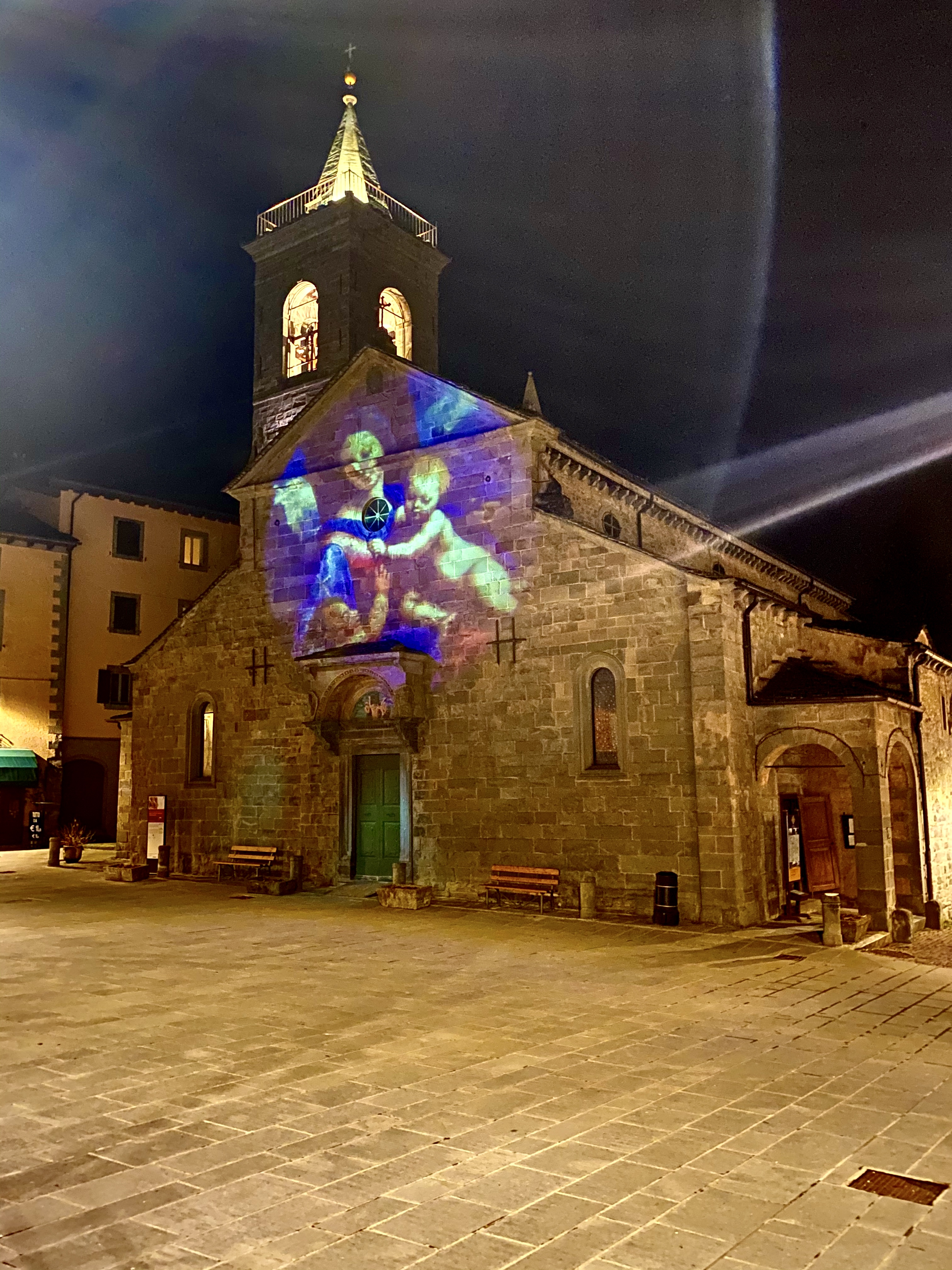
Piazza di Fiumalbo con la chiesa di San Bartolomeo Apostolo.

## Amministrazione
| Periodo        | Periodo   | Primo cittadino | Partito                         | Carica  | Note |
| -------------- | --------- | --------------- | ------------------------------- | ------- | ---- |
| 27 maggio 2019 | in carica | Alessio Nizzi   | lista civica Uniti per Fiumalbo | sindaco |      |